# Gonidomus
Gonidomus é um género de gastrópode  da família Streptaxidae.
Este género contém as seguintes espécies:
- Gonidomus newtoni Adams, 1867
- Gonidomus sulcatus Peile, 1936